# Dzsedefré-piramis
A Dzsedefré-piramis az ókori Egyiptom IV. dinasztiájának korában épült Dzsedefré király nyughelyéül. Dzsedefré elhagyta apja temetkezési helyét (Gízát), de nem tért vissza egyik korábbi temető közelébe sem, hanem a mai Abu Roás mellett, mintegy 8 km-re Hufu piramisától északnyugatra építtette sírját a memphiszi nekropolisz legészakibb részén. Ezzel folytatta az egyre északabbra temetkezést. Korábban úgy tartották, a fáraó halálakor befejezetlen maradt a piramis, de az 1995 és 2005 közt zajló ásatások során megállapították, hogy befejezték. A piramiskomplexumot a későbbi korokban fosztották ki, a fáraó szobrainak összetörésére 2. században került sor. A piramist Dzsedefré uralkodásának első évében elkezdték építeni.

## Felépítmény

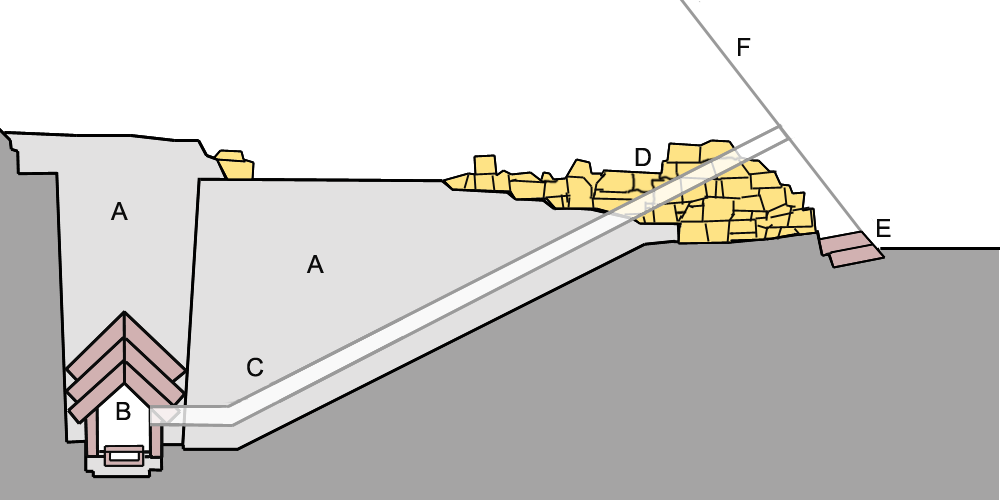
A piramis mai állapotának keresztmetszete.
A = mészkővel bélelt „nyitott gödör”
B = a sírkamra
C = átjáró az előtérből a sírkamrába
D = mészkő falazat
E = burkolat
F = a ma már nem látható felépítmény

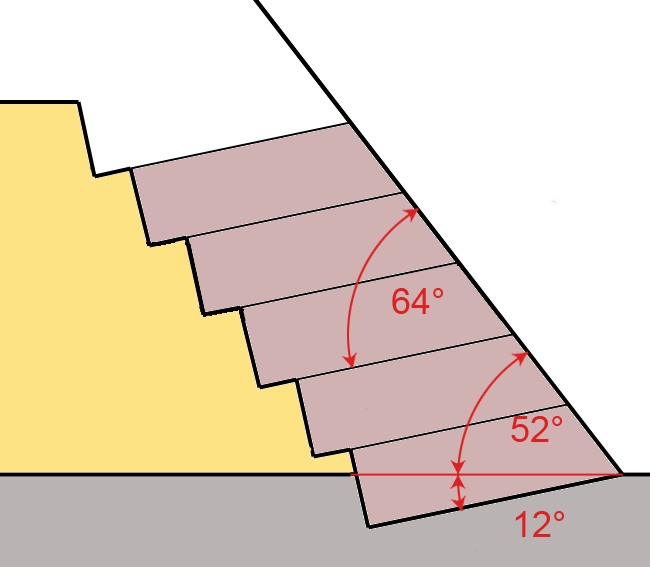
A burkolat elhelyezése

A piramis konstrukciója az apa és nagyapa bevált módszerét követve valódi piramis. Az alap élhossza kevesebb mint fele az apa, Hufu építményének. Eredeti magassága sokáig bizonytalan volt, mert egyetlen sarokkő sem maradt a helyén, amelynek dőlésszögéből ki lehetne számítani. Az újabb ásatások feltárták az északi oldal burkolatának alsó saorait. A burkolókövek 64°-os szögben faragottak – ebből korábban azt a következtetést vonták le, hogy lépcsős piramis lett volna vagy rendkívüli meredekségű valódi piramis –, de 12° dőléssel állították a helyükre őket. A pontos dőlésszög így 51°57’. A magasság ma mindössze 11,4 m, a piramis legnagyobb részét elhordták más építkezésekhez. A francia kutatócsoport vezetője, Michel Valloggia szerint a piramis jelentős mértékben felhasznált egy természetes sziklakiszögellést, ami teljes méretének körülbelül 45%-át adta. A piramis alapjának oldala 200 könyök, magassága 125 könyök volt (105×105×65,6), így eredeti mérete nagyjából akkora, mint a Menkauré-piramisé, amelyhez abban is hasonlít, hogy a burkolat vörös gránitból készült, eltérően az addig hagyományos turai mészkővel burkolt síroktól. A magas sziklafal tetejére épített síremlék e viszonylag kis méretekkel is nagyon messziről látható volt, és így veszített súlyából az elmélet, miszerint a piramis befejezetlen és Dzsedefré rövid ideig uralkodott.

## Az alépítmény
Az alépítmény egyszerű T-alaprajzú. Az építéskor visszatértek a III. dinasztiára jellemző – majd a Baka-piramisnál újra feltűnő – „nyitott gödör” módszeréhez. Amíg a megelőző négy piramisban igyekeztek minél magasabbra emelni a sírkamrát a piramis felépítményébe, addig Dzsedefré ismét a mélybe süllyesztette azt. Mivel a felette lévő piramist már elbontották, felismerhető az építési módszer is.
A lefelé vezető folyosót 49 méter hosszú rámpaként képezték ki, utólag kapta a burkolatát, majd kiképezték a teherbíró mennyezetet és visszatöltötték a maradék gödröt. Hasonlóképp a sírkamrának is egy tágas, 21×9 méter alapterületű, 20 méter mély kürtőt vájtak. Ezután a kürtő alját vízszintesre burkolták, beépítették a szarkofágot, majd megépítették a sírkamrát vörös gránit falazattal és a kürtő és a falak közti hézagokat betöltötték. Ezután beállították a tehermentesítő nyeregtető gránitgerendáit, szintén kitöltötték a hézagokat, végül feltöltötték a kürtőt is. A sírkamrát csak elméletileg lehet rekonstruálni, mert a járatokat beboltozó hatalmas kőtömbök leszakadtak a későbbi bányászati tevékenység következtében, és ami egyáltalán ott maradt, az is összetört. Nem tudni, hogy a T-alaprajz végén lévő nagy üreg végül pontosan milyen beosztású volt.

## A piramiskörzet
Mivel a piramiskomplexum rossz állapotban maradt fenn, részleteket nehéz megállapítani róla. A piramistemplomot a völgytemplommal összekötő út észak-déli irányú a szokásos kelet-nyugati helyett és 1700 méter hosszú, magát a völgytemplomot nem sikerült megtalálni. Vályogtégla halotti templomának nagyjából sikerült feltárni alapjait, szokásos helyén, a piramis keleti oldalán állt. A halotti templom mellett számos kiszolgáló épület maradványai is előkerültek, így pékség, sörfőzde is, amelyek a kultuszpapság ellátását szolgálták. E papság lakhelyei is felismerhetőek. A halotti templomtól keletre még egy kápolna állt, emellett ásták a bárkagödröt. Ebből előkerült a Hufu hajóihoz igen hasonló halotti bárka. A délkeleti sarkában állt egy 10,5 méter oldalhosszú kultikus piramis, amelyet a kerítésfal a külső körzethez kerített. A kerítésfal északon alig 6 méterre húzódott a piramistól, keleten kiszélesedve magába foglalta a halotti templomot. A másik két oldalon nem találták meg a maradványait sem. A mellékpiramis kialakítása olyan, hogy valószínűleg temetkezési helyül is szolgált valamelyik királynének. Hufu nevével ellátott alabástrom tálat találtak benne, ami arra utal, hogy Hufu valamelyik leánya, II. Hotepheresz vagy Hentetenkai nyugodhatott itt. Itt találták II. Hotepheresz királyné szfinxszobrát, ami valószínűleg az első valaha alkotott szfinx. 2004-ben Vassil Dobrev francia egyiptológus felvetette, hogy a gízai Nagy Szfinxet talán Dzsedefré építtette apja képmásaként.
Az egész körzetet egy másodlagos kerítésfal is övezte, amely az összes építményt bekerítette. A mellékpiramis mellett fut, így nem valószínű, hogy az elsődleges körzethez tartozott volna.